# Glärnisch
Glärnisch är en bergstopp i Schweiz.   Den ligger i kantonen Glarus, i den östra delen av landet, 120 km öster om huvudstaden Bern. Toppen på Glärnisch är 2 915 meter över havet.
Terrängen runt Glärnisch är huvudsakligen bergig, men åt sydväst är den kuperad. Närmaste större samhälle är Glarus, 7,0 km nordost om Glärnisch. 
Trakten runt Glärnisch består i huvudsak av gräsmarker. Runt Glärnisch är det ganska glesbefolkat, med 34 invånare per kvadratkilometer.
Den har get namn åt asteroiden 2914 Glärnisch.